# Santa Marta del Cerro
Santa Marta del Cerro est une commune de la province de Ségovie dans la communauté autonome de Castille-et-León en Espagne.

## Géographie
La commune a une superficie de 14,85 km2 pour une population de 38 habitants en 2014 et une densité de 4,04 habitants/km2.

## Démographie
L'INE donne l'évolution démographique suivante : 1991, 50 habitants ; 1996, 51 ; 2001, 54 ; 2004, 53 ; 2006, 53 ; 2008, 60 ; 2010, 53 ; 2012 46 et 2014, 38.

## Administration et politique
José Morato Burgos (Parti populaire) est le maire de la commune depuis 1979 avec neuf mandats successifs.

## Sites et patrimoine
La commune possède une église romane à une seule nef, avec un chevet en abside et deux portails, l'un à l'est et l'autre au sud. La construction originale a été modifiée par l'ajout de la tour, de la sacristie et de l'entrée sud actuellement fermée et qui fut peut-être une galerie en portique.
Le portail méridional est surmonté d'archivoltes soutenues par des piliers dont les chapiteaux sont ornés de motifs végétaux. L'abside, dont les modillons quelque peu rustiques sont abondamment décorés d'une grande variété de motifs (personnages, oiseaux, serpents), comporte une seule fenêtre, ornée de chapiteaux.

Église de Santa Marta del Cerro
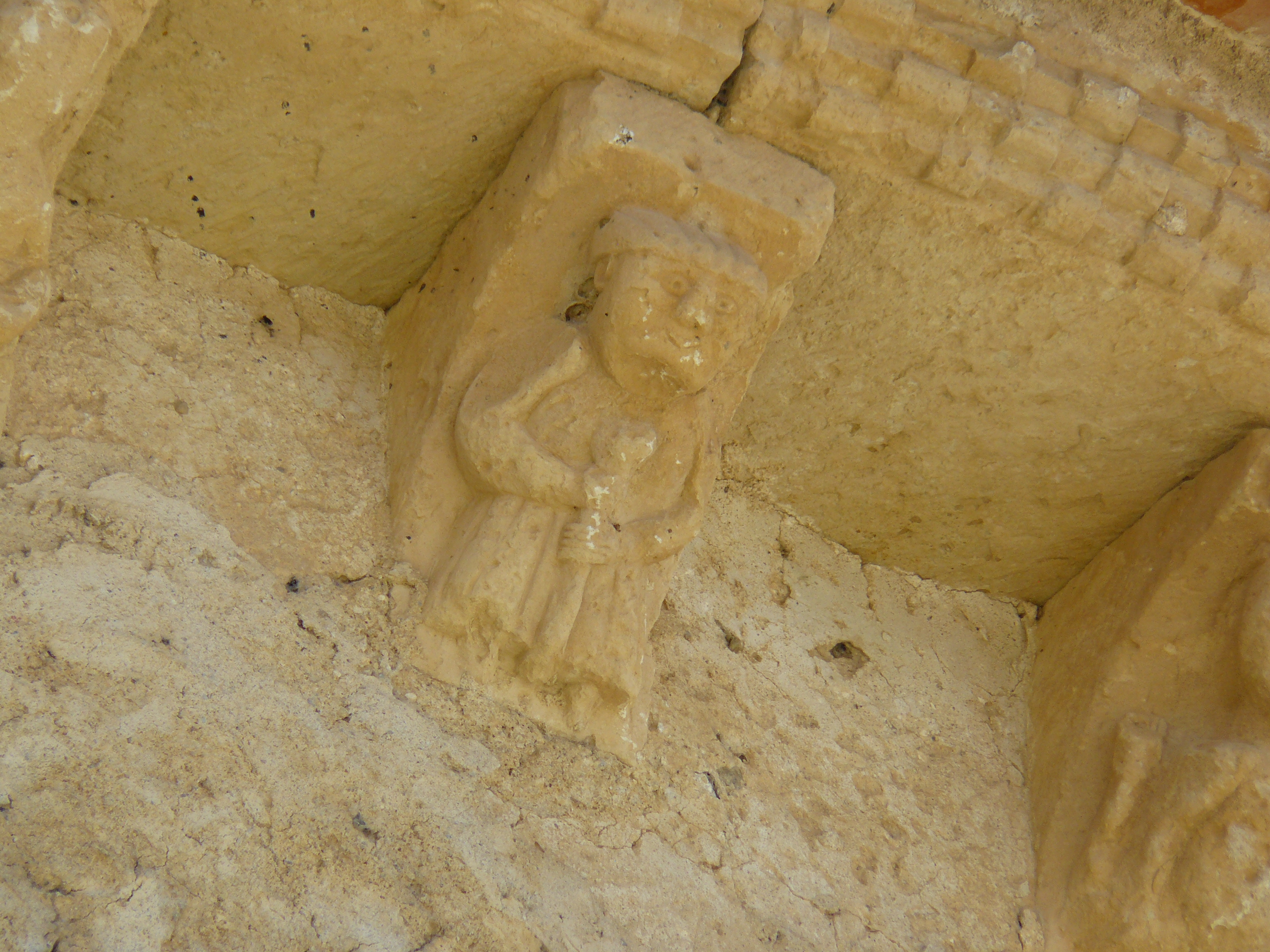
Personnage de l'un des modillons de l'abside
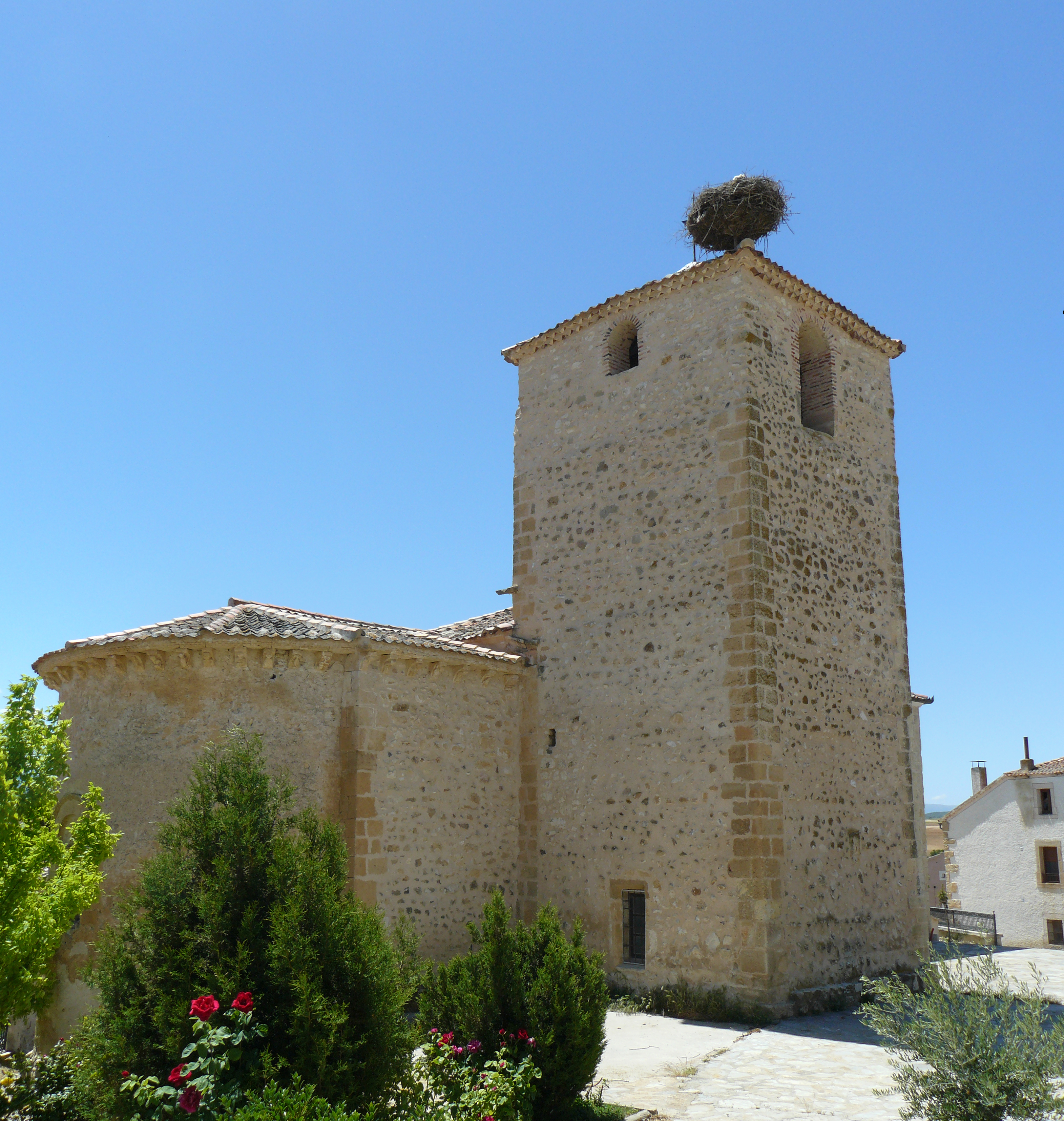
Vue de l'église
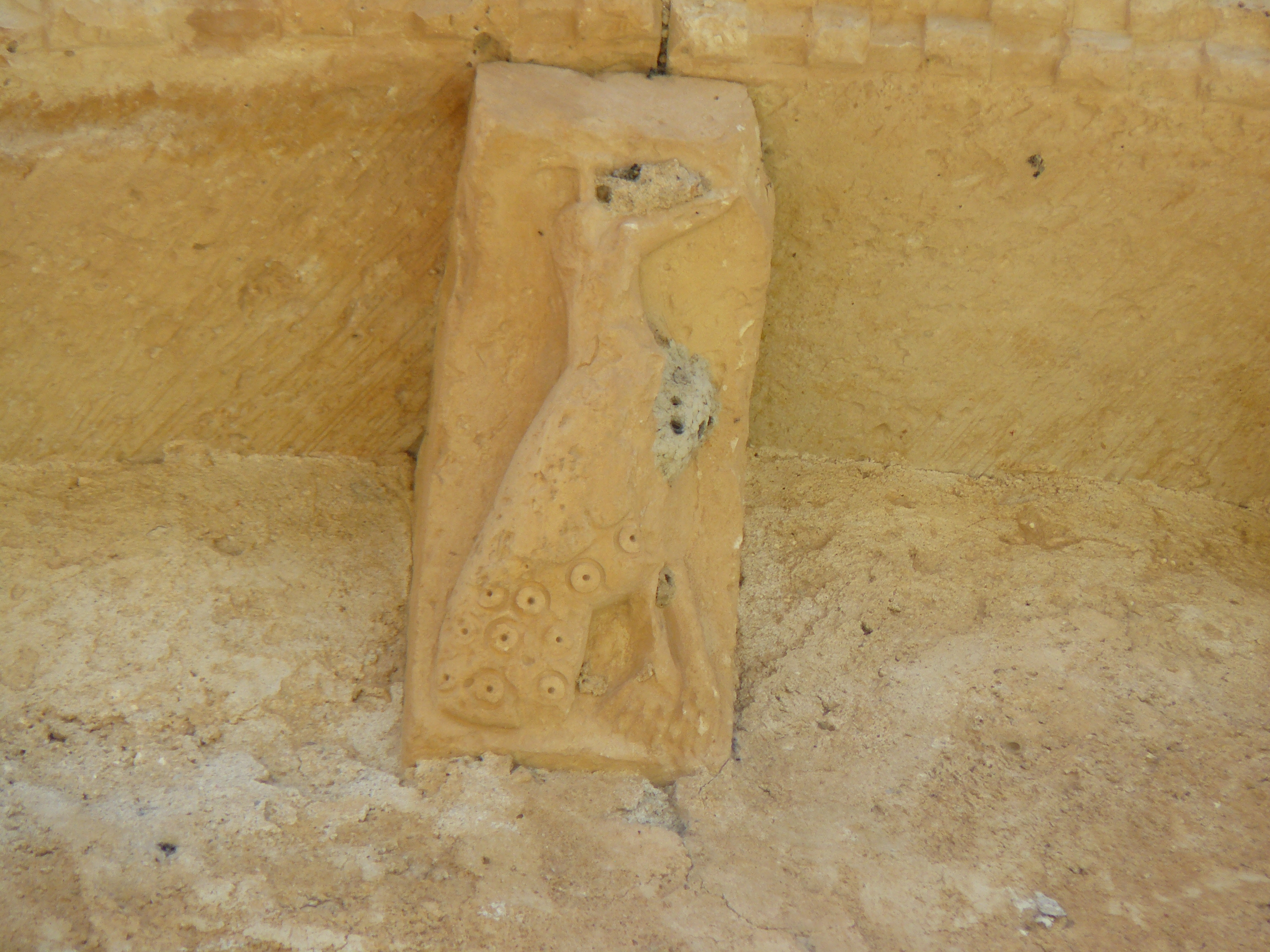
Motif animal sur un modillon

### Sources et bibliographie
- (es) Cet article est partiellement ou en totalité issu de l’article de Wikipédia en espagnol intitulé « Santa Marta del Cerro » (voir la liste des auteurs).
- (es) David De la Garma Ramírez, Rutas del románico en la provincia de Segovia, Castilla Ediciones, 1998, 215 p.  (ISBN 8486097711)